# طوني سلاتري
أنطوني ديكلان جيمس سلاتري (بالإنجليزية: Tony Slattery)‏ المشهور بـطوني سلاتري (09 نوفمبر 1959 – 14 يناير 2025) هو ممثل وكوميدي وممثل أصوات إنجليزي، ظهر في التلفزيون البريطاني بانتظام منذ منتصف ثمانينيات القرن العشرين.

## وصلات خارجية
- طوني سلاتري على موقع IMDb (الإنجليزية)
- طوني سلاتري على موقع ألو سيني (الفرنسية)
- طوني سلاتري على موقع ميوزك برينز (الإنجليزية)
- طوني سلاتري على موقع أول موفي (الإنجليزية)
- طوني سلاتري على موقع قاعدة بيانات الأفلام السويدية (السويدية)
- طوني سلاتري على موقع إن إن دي بي (الإنجليزية)
- طوني سلاتري على موقع ديسكوغز (الإنجليزية)
- طوني سلاتري على موقع قاعدة بيانات الفيلم (الإنجليزية)
- طوني سلاتري على موقع كينوبويسك (الروسية)